# Municipio de Victoria (Tamaulipas)
El municipio de Victoria es uno de los 43 municipios en que se encuentra dividido el estado mexicano de Tamaulipas. Su cabecera municipal es Ciudad Victoria, que también es la capital estatal.

## Historia
En los años anteriores a la fundación, se establecieron en Boca de Caballeros, unas cien familias de pastores de las misiones de Californias, en los terrenos que se extienden al Norte, hasta donde estuvo la misión de San Antonio de los Llanos. Estos pastores estaban subordinados a un mayordomo llamado Don José Olazarán, el que a principios del año de 1750, había venido a establecerse al lado de la Sierra Madre Oriental y a las orillas de un arroyo llamado de San Marcos. Ahí se levantó un caserío donde tuvieron en un principio que lidiar en contra de los indios que en numerosos grupos se presentaban por los alrededores.
Fue fundada el 6 de octubre de 1750 por José de Escandón, conde de Sierra Gorda, con el nombre de Villa de Santa María de Aguayo.

## Geografía
Se encuentra ubicada entre los 23°44′6″ de latitud norte y a los 99°7′51″ de longitud oeste; a una altitud media de 321 metros sobre el nivel del mar; ocupa el 3.3 % de la superficie del estado de Tamaulipas. Cuenta con cuarenta y dos ejidos, y una superficie de 1634.08 km² equivalentes al 2.05 % del territorio estatal.

### Aspectos generales
Colinda al norte con el municipio de Güémez; al sur con Llera, al Este Casas y al oeste con el municipio de Jaumave. La ciudad se encuentra a 246 km de Monterrey y a 319 km de la frontera con Estados Unidos.
La zona se desarrolla en suelos y rocas sedimentarias del Cuaternario, como lomerios y bajadas. Victoria forma parte de la región hidrológica de San Fernando Soto la Marina con la cuenca del río Soto La Marina y las subcuencas presa Vicente Guerrero, río Corona, río San Marcos, arroyo Grande y río Guayalejo. En el municipio se originan las corrientes de San Marcos y Juan Capitán. El Área Natural Protegida "Altas Cumbres" es un borde formado por la Sierra Madre Oriental con altura de 2000 metros al poniente de la ciudad; 30,327 hectáreas están reservadas para la conservación ecológica de la sierra, la cuenca del río San Marcos y un arroyo. El suelo es usado principalmente para agricultura, cubriendo un 31% y un 4% para la zona urbana.
La temperatura abarca en promedio 16 grados como mínima y 24 grados como máxima; el rango de precipitación es de 400 - 1,100 mm de lluvia. Clima semicálido y subhúmedo, lluvioso en verano; llegando a semiseco muy cálido y con humedad media. La vegetación natural se encuentra en las partes altas de la Sierra Madre Oriental y de la zona Altas Cumbres, donde predominan los bosques de encino, pino, copalillo, oyamel y cedro rojo, siendo especies propias del clima templado subhúmedo.

## Política y gobierno
El ayuntamiento de Victoria le conforman dos síndicos, catorce regidores y delegados. Entre las labores de la administración municipal están: el Catastro Municipal, Protección Civil, Salud, reglamentaciones de bebidas alcohólicas, agua potable, drenaje y alcantarillado, así como seguridad pública, tránsito y vialidad.

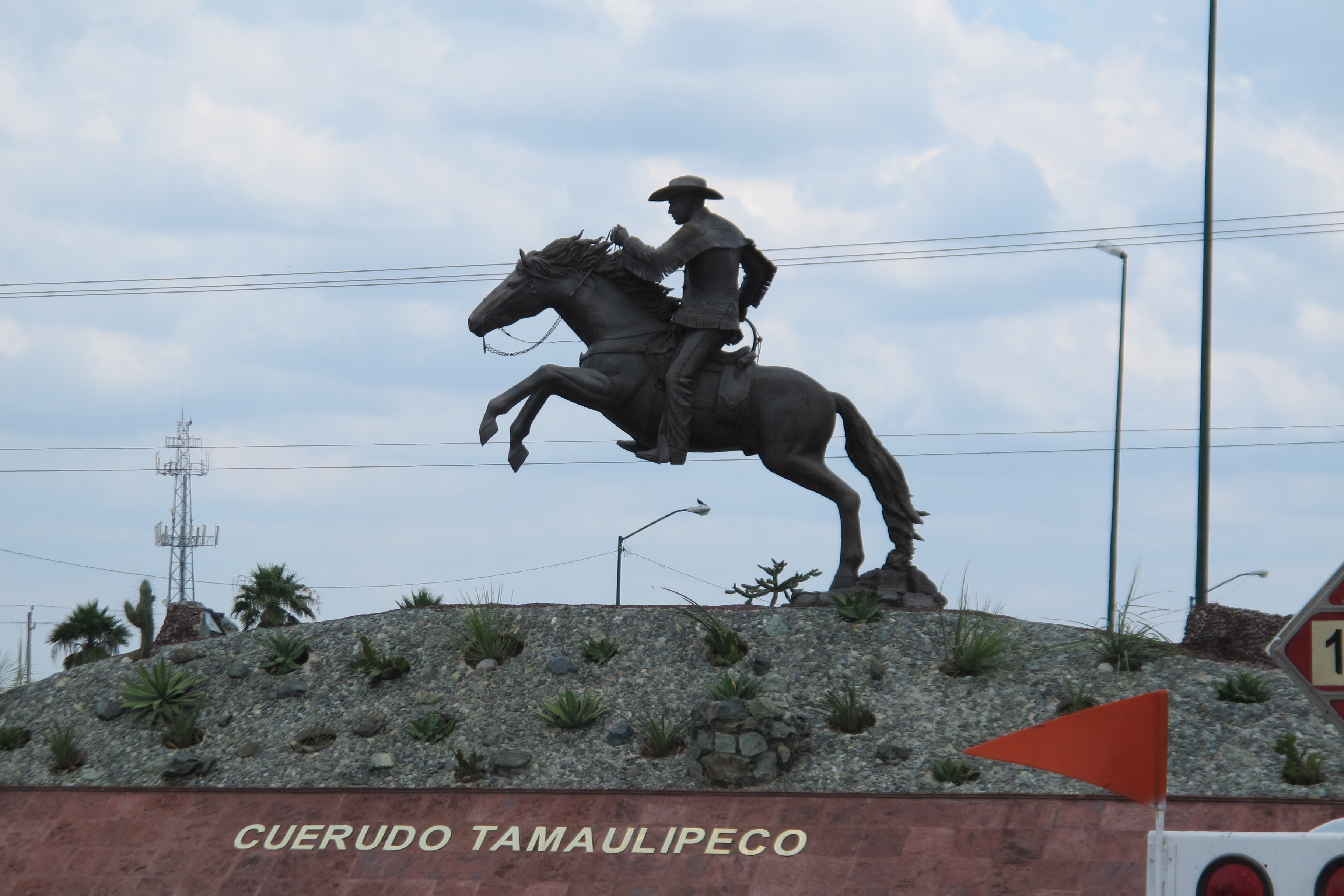
Monumento Cuerudo tamaulipeco

Anteriormente Villa de Aguayo, el municipio fue reconocido como capital oficial del estado de Tamaulipas, y llamada Ciudad Victoria en 1825; la cabecera del municipio de Victoria queda asignada por definitiva la sede de los poderes Legislativo, Ejecutivo y Judicial.
De acuerdo con el Instituto Nacional Electoral (México) (INE) y el Instituto Estatal Electoral de Tamaulipas (IEETAM) el padrón electoral es de: 252,852 habitantes. Pertenece al distrito 15 electoral del estado y quinto a nivel federal del estado de Tamaulipas.

### Presidentes municipales
| Presidente municipal                | Período               | Partido político | Notas                                |
| Antonio Govela                      | 1848                  |                  |                                      |
| Manuel Castillo                     | 1853                  |                  |                                      |
| Cipriano Rangel                     | 1878                  |                  |                                      |
| Antonio Fernández                   | 1884                  |                  |                                      |
| Ignacio Martínez                    | 1885                  |                  |                                      |
| Ascensión Gil                       | 1888                  |                  |                                      |
| Antonio Fernández                   | 1889                  |                  |                                      |
| Francisco Hernández                 | 1890                  |                  |                                      |
| Antonio Fernández                   | 1891                  |                  |                                      |
| Francisco Terán                     | 1892                  |                  |                                      |
| Manuel J. Solórzano                 | 1893–1894             |                  |                                      |
| ND                                  | 1895                  |                  |                                      |
| Francisco Terán                     | 1896                  |                  |                                      |
| Juan Terán                          | 1896                  |                  |                                      |
| Francisco Terán                     | 1897                  |                  |                                      |
| Leopoldo Zorrilla                   | 1899                  |                  |                                      |
| Carlos Govea                        | 1900                  |                  |                                      |
| Carlos Collado                      | 1900                  |                  |                                      |
| Carlos Govea                        | 1901                  |                  |                                      |
| Vicente García Lazo                 | 1902                  |                  |                                      |
| Antonio Fernández                   | 1905–1907             |                  |                                      |
| José Ángel Castillo                 | 1908                  |                  |                                      |
| José Pier                           | 1908                  |                  |                                      |
| José Ángel Castillo                 | 1909                  |                  |                                      |
| José Pier                           | 1909                  |                  |                                      |
| José Ángel Castillo                 | 1910                  |                  |                                      |
| José Pier                           | 1910                  |                  |                                      |
| José Pier                           | 1911                  |                  |                                      |
| Antonio P. Castro                   | 1912                  |                  |                                      |
| Cipriano Guerra Espinoza            | –                     |                  |                                      |
| Rudecindo Montemayor                | 1913                  |                  |                                      |
| Maclovio M. Sierra                  | 1914                  |                  |                                      |
| Jesús Cárdenas                      | 1915                  |                  |                                      |
| Zenón Araujo                        | 1916                  |                  |                                      |
| José María Garza Cantú              | –                     |                  |                                      |
| Carlos W. Trejo                     | 1918                  |                  |                                      |
| Jesús Gómez                         | 1919                  |                  |                                      |
| Francisco González                  | 1920–1921             |                  |                                      |
| Juan Antonio Flores                 | –                     |                  |                                      |
| Juan Antonio Flores                 | 1922                  |                  |                                      |
| Antonio P. Castro                   | 1923                  |                  |                                      |
| Epigmenio García                    | 1924                  |                  |                                      |
| Fernando Gómez                      | –                     |                  |                                      |
| Arnulfo Martínez                    | 1925                  |                  |                                      |
| Leoncio Torres                      | 1926                  |                  |                                      |
| Epigmenio García                    | 1927                  |                  |                                      |
| Fernando Gómez                      | 1928                  |                  |                                      |
| Carlos A. Montemayor                | 1929–1930             | PNR              |                                      |
| Fernando Gómez                      | 1931–1932             | PNR              |                                      |
| Manuel Gómez Garza                  | 1933–1934             | PNR              |                                      |
| Melitón Rodríguez                   | 1935–1936             | PNR              |                                      |
| Bernardino Rodríguez                | 1937–1938             | PNR              |                                      |
| Bernardo Turrubiates                | 1939–1940             | PRM              |                                      |
| Lorenzo García                      | 1941–1942             | PRM              |                                      |
| José Martínez y Martínez            | 1943–1945             | PRM              |                                      |
| Brígido Anaya                       | 1946                  | PRM              |                                      |
| Donato Saldívar                     | 1946–1948             | PRI              |                                      |
| Jesús Ramírez Masías                | 01-01-1949–31-12-1951 | PRI              |                                      |
| Fernando Montemayor de la Garza     | 01-01-1952–31-12-1954 | PRI              |                                      |
| Gerónimo Rodríguez Castillo         | 01-01-1955–31-12-1957 | PRI              |                                      |
| Carlos Canales Flores               | 01-01-1958–31-12-1960 | PRI              |                                      |
| Arsenio Saeb Félix                  | 01-01-1961–31-12-1962 | PRI              |                                      |
| Carlos Quintanilla Meléndez         | 01-01-1963–31-12-1965 | PRI              |                                      |
| Jesús Ramírez Masías                | 01-01-1966–31-12-1968 | PRI              |                                      |
| Enrique Cárdenas González           | 01-01-1969–1971       | PRI              |                                      |
| Rogelio Terán Medina                | –                     | PRI              |                                      |
| Roberto Perales Meléndez            | 1972–31-12-1974       | PRI              |                                      |
| Magdaleno Mata Blanco               | 01-01-1975–31-12-1977 | PRI              |                                      |
| Bladimir Joch González              | 01-01-1978–31-12-1980 | PRI              |                                      |
| Raúl García García                  | 01-01-1981–31-12-1983 | PRI              |                                      |
| Jaime Rodríguez Inurrigarro         | 01-01-1984–31-12-1986 | PRI              |                                      |
| Tito Reséndez Treviño               | 01-01-1987–31-12-1989 | PRI              |                                      |
| Ramón Durón Ruiz                    | 01-01-1990–31-12-1992 | PRI              |                                      |
| Gustavo Adolfo Cárdenas Gutiérrez   | 01-01-1993–31-12-1995 | PAN              |                                      |
| Pascual Ruiz García                 | 01-01-1996–31-12-1998 | PRI              |                                      |
| Enrique Cárdenas del Avellano       | 01-01-1999–27-09-2000 | PRI              | Solicitó licencia                    |
| Egidio Torre Cantú                  | 28-09-2000–31-12-2001 | PRI              | Interino                             |
| Eugenio Javier Hernández Flores     | 01-01-2002–25-06-2004 | PRI              |                                      |
| José Manuel Assad Montelongo        | 26-06-2004-31-12-2004 | PRI              | Interino                             |
| Álvaro Guadalupe Villanueva Perales | 01-01-2005–31-12-2007 | PRI              |                                      |
| Arturo Díez Gutiérrez Navarro       | 01-01-2008–31-12-2010 | PRI Panal        |                                      |
| Miguel Ángel González Salum         | 01-01-2011–2013       | PRI PVEM Panal   |                                      |
| Alejandro Etienne Lland             | 2013–2016             | PRI PVEM Panal   |                                      |
| Óscar de Jesús Almaraz Smer         | 2016–2018             | PRI PVEM Panal   |                                      |
| Xicoténcatl González Uresti         | 2018–2021             | PAN PRD MC       | Coalición "Por Tamaulipas al Frente" |
| Eduardo Abraham Gattás Báez         | 2021–2024             | PT Morena        |                                      |
| Eduardo Abraham Gattás Báez         | 2024–                 | Morena           | Fue reelegido el 02/06/2024          |

## Demografía
Según el Instituto Nacional de Estadística y Geografía (INEGI), en el censo de 2020, Victoria tenía hasta ese año una población de 349 688 habitantes de los cuales: 180 459 son mujeres y 169 229 son hombres. El municipio de Victoria concentra en su cabecera municipal el 94.7% de la población.

### Localidades
En el municipio de Victoria se localizan 260 localidades, las principales y su población en 2020 se enlistan a continuación:
| Localidad                           | Población |
| Total Municipio                     | 349 688   |
| Ciudad Victoria                     | 332 100   |
| La Libertad                         | 1 635     |
| La Misión                           | 1 140     |
| El Olivo                            | 1 113     |
| Benito Juárez                       | 984       |
| La Presa                            | 939       |
| Congregación Caballeros             | 786       |
| Juan Rincón                         | 728       |
| Aquiles Serdán                      | 708       |
| El Olmo (Rancho Nuevo del Castillo) | 610       |
| Manuel Ávila Camacho                | 541       |
| Laborcitas                          | 511       |
| Tierra Nueva                        | 505       |
| El Refugio                          | 490       |
| La Peñita                           | 476       |